# 조지프 체임벌린
조지프 체임벌린(영어: Joseph Chamberlain, 1836년 7월 8일 ~ 1914년 7월 2일)은 영국의 정치인이자 제국주의 주창자이다. 1851년 스코틀랜드 곡물소에서 일하고, 곧이어 1854년 에든버러 대학에 입학해 1857년 졸업했다. 1858년 해군에 잠시 입대하기도 하고 1860년 기업계에 투신했다.

## 사업 시절
그는 사업에서 제일 유명한 금융회사 총재로 일하고 그 뒤 은행장으로 일했다. 그 뒤 사업부부장을 거쳐 언론국장으로 일했다.

## 공무원 시절
공무원 때는 자파 석유 회사를 창설하고, 의정담당장관 및 국무 장관을 거쳐 토지 관리사로 일했고, 곧이어 은행 금융 장관과 군무 장관을 거쳐 정계에 투신했다.

## 정치인 시절
그는 버밍엄 시장을 거쳐 하원의원으로 정계에 투신하고 곧이어 글래드스턴 내각에서 공무 장관으로 재직하다가 내무장관과 농무 장관을 거쳐 상무장관, 식민지 장관, 재무 장관을 거친 뒤 자유당을 탈당하고 자유 통일당을 결성하고 보수당과 연합하여 당수가 되고, 그 다음 보수당 제1서기로 임명되었다. 그 뒤 보수당 전국구 위원장이 되었다.

## 외교관 시절
외교관 시절, 그는 하와이 국무 사무소 소장을 거쳐 베이징 국무 사무소 소장을 역임했고 곧이어 외무부장관과 교통부장관 및 사회부장관을 거쳐 우파 동맹 제 2서기로 임명되었다. 농림부차관을 거친 뒤 프랑스 대사, 미국 대사를 거쳐 내무부차관을 거쳐 재무부장을 거친 뒤에는 체신국장, 보건장관, 재무상, 육군경리감을 거쳐 하원의장으로 임명되었다. 국민부장관을 거쳐 국민장관으로 일했으나 그 뒤 퇴역군인담당장관을 거쳐 자유통일당, 보수당 연합회 제3서기로 임명되었다. 곧이어 중의원을 거쳐 중의장으로 당선되었다.

## 마지막 정치 시절
그 뒤 자유통일당을 분열시켰다가 다시 총선에서 하원의원에 당선되고 내무상, 국방상을 겸임한 뒤, 백작을 받았다.